# Leuculodes lacteolaria
Leuculodes lacteolaria är en fjärilsart som beskrevs av George Duryea Hulst 1896. Leuculodes lacteolaria ingår i släktet Leuculodes och familjen Doidae. Inga underarter finns listade i Catalogue of Life.